# جان آبراهام (استاد)
جان آبراهام (انگلیسی: John Abraham) فیزیک‌دان و مهندس مکانیک اهل ایالات متحده آمریکا است.